# One for All (Raven)
One for All è l'undicesimo album in studio del gruppo heavy metal inglese Raven, pubblicato nel 1999.

## Tracce
1. Seven Shades – 4:13
2. Double Talk – 3:29
3. Roll with the Punches – 5:21
4. Get Your Motor Running – 3:36
5. To Be Broken – 4:52
6. Derailed – 3:44
7. Hunger Inside – 4:47
8. Top of the World – 3:47
9. In the Line of Fire – 4:11
10. Kangaroo – 3:04
11. New Religion – 4:38
12. Last Ride – 4:35

## Formazione
- John Gallagher - basso, voce
- Mark Gallagher - chitarra
- Joe Hasselvander - batteria